# Schmirwurscht

Le Schmirwurscht, également appelée colmett d'Alsace, est une charcuterie alsacienne, sorte de saucisse à tartiner (de l'alsacien schmiren, « tartiner » et Wurcht, « saucisse »).
Il existe aussi le même type de charcuterie en Moselle germanophone, appelée Schmierworscht/Schméérwùrscht et en Allemagne Schmierwurst, de l'allemand schmieren et Wurst (même signification qu'en alsacien).